# 日産・LDTプラットフォーム
日産・LDTプラットフォームとは、日産自動車の小型トラック用のプラットフォームの名称である。日産およびルノーの自動車に用いられている。

## 概要
LDTとはLight Duty Truckのことで、スペインのバルセロナにある日産のエンジニアリング部門が日産ライトトラックと共同開発したものである。
このプラットフォームは直線的で軽量かつ耐久性に優れたラダーフレーム設計にもとづいており、乗用車と同様の衝突安全性能を確保するため強化してある。第三者独立機関によるテストでは、前面衝突時に乗用車の法規基準を満たしていることが確認された。またフレーム前部を強化し、キャビン後部の直線部分の弾性を高め、安全性を向上させた。
日産は、現在11種類ある小型商用車向けのプラットフォームを、2010年までに新型LDTプラットフォームと、パネルバン用プラットフォームの2種類に減らす計画。ただし一部の小型商用車については、従来通り、乗用車とプラットフォームを共用する。

## 搭載車種
- アトラス (F24) /キャブスター
  - 日産ディーゼル・コンドル 1.15t - 2t (F24)
  - いすゞ・エルフ100 (F24)
  - 三菱ふそう・キャンターガッツ (F24)
  - ルノー・マキシティ